# BMI Film & TV Awards 1992
Die Verleihung der BMI Film & TV Awards 1992 war die siebte ihrer Art. Bei der Verleihung werden immer Arbeiten des Vorjahres ausgezeichnet. In der Kategorie Most Performed Song from a Film werden die jeweiligen Songkomponisten ausgezeichnet, es kann hier also Abweichungen von den Soundtrackkomponisten geben.

## Preisträger

### BMI Film Music Award
- Backdraft – Männer, die durchs Feuer gehen von Hans Zimmer
- Die Schöne und das Biest von Alan Menken (Oscar als beste Filmmusik 1992)
- Boyz n the Hood – Jungs im Viertel von Stanley Clarke
- Kap der Angst von Bernard Herrmann
- Hook von John Williams
- Kindergarten Cop von Randy Edelman
- Robin Hood – König der Diebe von Michael Kamen
- Der Feind in meinem Bett von Jerry Goldsmith
- Turtles II – Das Geheimnis des Ooze von John Du Prez
- Was ist mit Bob? von Miles Goodman

### Most Performed Song from a Film
- Robin Hood – König der Diebe von Michael Kamen (für den Song (Everything I Do) I Do It for You)

### BMI TV Music Award
- 20/20 von Robert Israel
- America’s Funniest Home Videos von Stewart Harris und Dan Slider
- America’s Funniest People von Dan Slider
- Die Bill Cosby Show von Bill Cosby, Stu Gardner und Arthur Lisi
- Designing Women von Bruce Miller
- A Different World von Bill Cosby, Stu Gardner, Arthur Lisi und Dawnn Lewis
- Daddy schafft uns alle von Sonny Curtis, Snuff Garrett, Clarke Rigsby und Kevin Stoller
- Family Matters von Bennett Salvay
- Full House von Jeff Franklin und Bennett Salvay
- L.A. Law – Staranwälte, Tricks, Prozesse von Mike Post
- Major Dad von Steve Dorff
- Murphy Brown von Steve Dorff
- Ausgerechnet Alaska von David Schwartz
- Rescue 911 von Scott Roewe und Stu Goldberg
- Überflieger von Bruce Miller

### Richard Kirk Career Achievement Award
- Charles Fox